# Vezzano sul Crostolo
Vezzano sul Crostolo is een gemeente in de Italiaanse provincie Reggio Emilia (regio Emilia-Romagna) en telt 4045 inwoners (31-12-2004). De oppervlakte bedraagt 37,6 km², de bevolkingsdichtheid is 103 inwoners per km².
De volgende frazioni maken deel uit van de gemeente: La Vecchia, Montalto, Pecorile, Paderna.

## Demografie
Vezzano sul Crostolo telt ongeveer 1625 huishoudens. Het aantal inwoners steeg in de periode 1991-2001 met 12,7% volgens cijfers uit de tienjaarlijkse volkstellingen van ISTAT.
| Jaar | Inwoneraantal |
| ---- | ------------- |
| 1991 | 3369          |
| 2001 | 3797          |

## Geografie
De gemeente ligt op ongeveer 166 m boven zeeniveau.
Vezzano sul Crostolo grenst aan de volgende gemeenten: Albinea, Casina, Canossa, Quattro Castella, San Polo d'Enza, Viano.